# Jordan Bardella
Jordan Bardella (ur. 13 września 1995 w Drancy) – francuski polityk i samorządowiec włoskiego pochodzenia, w latach 2021–2022 p.o. przewodniczącego, a od 2022 przewodniczący Zjednoczenia Narodowego, poseł do Parlamentu Europejskiego IX i X kadencji.

## Życiorys
Pochodzi z rodziny o korzeniach włoskich, która w latach 60. XX wieku przeniosła się z regionu przemysłowego Turynu do Francji. Jego ojciec Olivier Bardella prowadził firmę zajmującą się automatami z napojami, natomiast matka Luisa Bertelli-Mota była urzędniczką. Jego rodzice rozstali się w 1997, Jordan Bardella był wychowywany przez matkę.
Ukończył katolicką szkołę średnią Lycée Saint-Jean-Baptiste-de-la-Salle. Podjął nieukończone studia z geografii na Université Paris Sorbonne.
W wieku 16 lat wstąpił do Frontu Narodowego (w 2018 przekształconego w Zjednoczenie Narodowe). Początkowo był bliskim współpracownikiem Floriana Philippota. W 2014 został sekretarzem partii w departamencie Sekwana-Saint-Denis, a w 2015 wszedł w skład rady regionu Île-de-France. Stał się jednym z najbliższych współpracowników Marine Le Pen. W czerwcu 2017 bez powodzenia kandydował do Zgromadzenia Narodowego. We wrześniu tegoż roku powołany na jednego z rzeczników FN, w marcu 2018 powierzono mu funkcję dyrektora partyjnej młodzieżówki.
W styczniu 2019 został ogłoszony liderem listy wyborczej Zjednoczenia Narodowego (powstałego z przekształcenia FN) w wyborach europejskich w maju tegoż roku. W wyniku tych wyborów uzyskał mandat eurodeputowanego IX kadencji. W 2021 bezskutecznie ubiegał się o prezydenturę regionu Île-de-France, został ponownie wówczas wybrany do rady regionalnej.
Został wiceprzewodniczącym Zjednoczenia Narodowego; we wrześniu 2021 objął funkcję p.o. przewodniczącego RN, gdy kierująca partią Marine Le Pen ustąpiła w związku z kampanią przed wyborami prezydenckimi w 2022. W listopadzie 2022 został wybrany na nowego przewodniczącego Zjednoczenia Narodowego.
W wyborach w 2024 po raz drugi został wybrany na europosła. Ponownie był liderem listy wyborczej RN, które zdobyło ponad dwa razy więcej mandatów niż koalicja prezydenta Emmanuela Macrona. Po podaniu sondażowych wyników tych wyborów prezydent ogłosił rozwiązanie Zgromadzenia Narodowego i zarządzenie przedterminowych wyborów parlamentarnych; Zjednoczenie Narodowe wskazało wówczas Jordana Bardellę jako swojego kandydata na premiera.
W lipcu 2024 został przewodniczącym nowo powołanej frakcji w PE pod nazwą Patrioci za Europą.

## Życie prywatne
W 2020 jego partnerką życiową została Nolwenn Olivier, córka Philippe’a Oliviera i Marie-Caroline Le Pen, siostry Marine Le Pen.
Deklaruje się jako agnostyk.